# Nesophyla testacea
Nesophyla testacea är en insektsart som beskrevs av Henry Fairfield Osborn 1934. Nesophyla testacea ingår i släktet Nesophyla och familjen dvärgstritar. Inga underarter finns listade i Catalogue of Life.